# Moganshan (köpinghuvudort i Kina, Zhejiang Sheng, lat 30,60, long 119,89)
Moganshan är en köpinghuvudort i Kina. Den ligger i provinsen Zhejiang, i den östra delen av landet, omkring 47 kilometer nordväst om provinshuvudstaden Hangzhou. Antalet invånare är 11 433. Befolkningen består av 5 693 kvinnor och 5 740 män. Barn under 15 år utgör 9,0 %, vuxna 15-64 år 72 %, och äldre över 65 år 17,0 %.
Runt Moganshan är det tätbefolkat, med 493 invånare per kvadratkilometer. Närmaste större samhälle är Deqing, 8,8 km sydost om Moganshan. I omgivningarna runt Moganshan växer i huvudsak blandskog.
Genomsnittlig årsnederbörd är 1 811 millimeter. Den regnigaste månaden är augusti, med i genomsnitt 274 mm nederbörd, och den torraste är november, med 70 mm nederbörd.